# Δ-Baryon
Die Δ-Baryonen (Delta-Baryonen) oder Delta-Resonanzen sind Baryonen, die aus Up- und Down-Quarks bestehen. Sie besitzen Spin und Isospin 3⁄2.
Es gibt vier verschiedene Δ-Baryonen, die meist durch ihre elektrische Ladung gekennzeichnet werden:  Δ++, Δ+, Δ0 und Δ−.
 
Δ+ und Δ0 bestehen aus den gleichen Quarks wie die Nukleonen Proton und Neutron und können deshalb als deren Spinanregung aufgefasst werden.
Es wurde als erste Pion-Nukleon-Resonanz 1951 am Zyklotron in Chicago von Herbert L. Anderson, Enrico Fermi, E. A. Long und Darrah E. Nagle entdeckt. Beobachtet wurde eine Resonanz bei einer Energie der an Protonen gestreuten Pionen von etwa 180 MeV. Sie wurde von Keith Brueckner mit dem Isospin-Modell von Pionen und Nukleonen erklärt.

## Beschreibung

Das SU(3)-Baryon-Dekuplett.

Die vier Δ-Baryonen gehören dem SU(3)-Dekuplett an. Sie unterscheiden sich durch ihren Quarkinhalt, welcher abstrakt als Isospin-3⁄2-Vektor im Flavourraum aufgefasst werden kann. Der Quarkinhalt der Δ-Baryonen lautet
| Symbol | Quarkinhalt | Isospin-z-Komponente |
| Δ++    | uuu         | +3⁄2                 |
| Δ+     | uud         | +½                   |
| Δ0     | udd         | −½                   |
| Δ−     | ddd         | −3⁄2                 |
Δ-Baryonen zerfallen zu nahezu 100 % in ein Nukleon und ein Pion. Ein sehr geringer Anteil (<1 %) der Δ+ und Δ0 zerfällt unter Aussenden eines Photons in ein Nukleon.

## Historische Bedeutung
Die Quarks im Δ-Baryon befinden sich im Grundzustand (1s), haben parallel ausgerichtete Spins und im Fall von Δ++ und Δ− den gleichen Flavour. Dennoch ist das Pauli-Prinzip nicht verletzt, weil es mit der Farbladung einen weiteren Freiheitsgrad gibt, durch den sich die Quarks unterscheiden.
Die Existenz des Spin-3⁄2-Dekupletts mit  Δ++ und Δ− war bei der Entwicklung des Quarkmodells eines der Indizien für die Existenz der Farbladung und damit einer der Grundlagen der Quantenchromodynamik.
Heute sind die Δ-Baryonen weiterhin von theoretischem Interesse, da sich an ihnen, analog zu den ρ-Mesonen, Modelle der Dynamik der starken Kraft testen lassen.